# Toulston
Toulston – osada w Anglii, w North Yorkshire, w dystrykcie (unitary authority) North Yorkshire, w civil parish Newton Kyme cum Toulston. Toulston jest wspomniana w Domesday Book (1086) jako Oglestun/Togelestun/Togleston/Toglestun.